# Silken Windsprite
Der Silken Windsprite oder historisch Longhaired Whippet ist eine von der FCI nicht anerkannte Hunderasse aus den USA. Die Rasse wird von den Kennel Clubs der FCI-Mitglieder Tschechische Republik, Slowakei und Ungarn anerkannt, es wird jeweils an erster Stelle die Bezeichnung Silken Windsprite und die Übersetzung des Wortes Langhaarwhippet verwendet. In den USA wird die Rasse seit dem 1. Januar 2017 als Windsprite bezeichnet. Der Verband für das Deutsche Hundewesen hat den Silken Windsprite 2014 auf nationaler Ebene anerkannt, er wird vom Deutschen Windhundzucht- und Rennverband DWZRV betreut. Im wissenschaftlichen (veralteten) Sprachgebrauch wird die Rasse als Longhaired Whippet oder  Langhaar Whippet bezeichnet.
Dem Silken Windsprite ähnlich ist der durch Kreuzungen zwischen (Langhaar-)Whippet und Barsoi entstandene größere Silken Windhound, der bis 1998 ebenfalls als Silken Windsprite bezeichnet wurde.

## Geschichte
Zwischen den Jahren von 1955 bis 1975 traten im US-amerikanischen Whippet-Zwinger Windsprite von Walter A. Wheeler Jr. zunehmend langhaarige Hunde auf. Diese wurden vom zuständigen Dachverband, dem AKC, zunächst als reinrassige Whippets registriert. Der Amerikanische Whippet-Club (AWC) führte jedoch 1982 eine Untersuchung durch, welche zum Ergebnis kam, dass die langhaarigen Hunde durch Einkreuzen von Shelties entstanden waren, da bei ihnen der MDR1-Defekt nachgewiesen werden konnte, welcher bei Whippets nicht auftritt. Daraufhin wurden die als Whippets registrierten langhaarigen Hunde vom AKC aus dem Zuchtbuch gestrichen und gelten aus Sicht von AKC und AWC seither als Mischlinge.
Schon vor der Streichung seiner Hunde aus dem Zuchtbuch des AKC gründete Wheeler 1981 zusammen mit Gleichgesinnten die Longhaired Whippet Association (LWA), welche 1986 einen Standard publizierte. Die ersten Hunde gelangten 1987 nach Europa. In den USA kreuzte 1987 eine Züchterin einige Longhaired Whippets in ihre Barsoi-Linien ein. Diese Neuzüchtung wurde von ihr erst Silken Windsprite benannt, bis ihr diese Namensgebung durch die LWA untersagt wurde. 1998 bekam diese Rasse den Namen Silken Windhound.
1993 kaufte eine US-Züchterin sechs Longhaired Whippets bei der LWA und bildete damit den Grundstock für die spätere Gründung, des International Longhaired Whippet Club (ILWC). Mitte der 90er Jahre wurden auf Grund eines zu kleinen Genpools nicht AKC-registrierte Whippets mit in diese Zucht eingebracht. 2001 wurde der International Longhaired Whippet Club dann offiziell gegründet. Der Rassestandard des ILWC weicht leicht vom Rassestandard der LWA ab.
Im Jahr 2002 importierte eine Züchterin mehrere von ILWC-Züchtern erworbene Hunde nach Deutschland. 2004 folgte hieraus die Gründung des Silken Windsprite Club (SWC). Der SWC verwendet für die Rasse den Namen „Silken Windsprite“. Die deutsche Übersetzung des ILWC-Rassestandards weicht in der Bemaßung leicht vom Original des ILWC ab.

## Beschreibung
Der Silken Windsprite ist ein athletischer Windhund mit mittellangem Fell. Er wird in zwei Varianten gezüchtet: Normal (45,7–55,9 Zentimeter) und Miniatur (ILWC unter 47,0 Zentimeter). Seine Erscheinung vermittelt Eleganz und Anmut ebenso wie Kraft und Geschwindigkeit. Von Eleganz ist die fließende Linie über Kopf, Hals und den Rücken zum sanften Lendenbogen. Die untere Linie ist geprägt durch einen tiefen Brustkorb und eine sehr schlanke Taille. Die obere und untere Linien sind durch die lange, gewinkelte Hinterhand und den würdevollen Schwung des Schwanzes ausgewogen. Jede Farbe und jede Zeichnung sind zulässig.
Sein Wesen ist freundlich und ausgeglichen. Er hat Freude an der Bewegung, beim Freilauf und in sportlicher Umgebung.

## Gesundheitliches
Aufgrund der Einkreuzung von Shelties kommt der MDR1-Defekt in der Rasse vor. Die Allelfrequenz in einer Stichprobe von 89 Hunden betrug 46,1 Prozent. Von den untersuchten Hunden waren 51,7 Prozent für das defekte Allel heterozygot, 15,7 Prozent besaßen zwei defekte Allele. Daneben sind auch Fälle von Collie Eye Anomaly (CEA) beschrieben, die vermutlich ebenfalls aufgrund der genetischen Geschichte der Rasse erklärbar sind.